# Vital Mikalaevič Newski
| 216897 Golubev   | 24 aprile 2009    |
| 264061 Vitebsk   | 23 settembre 2009 |
| 269567 Bakhtinov | 24 novembre 2009  |
| 269589 Kryachko  | 10 dicembre 2009  |
| 279274 Shurpakov | 19 novembre 2009  |

Vital Mikalaevič Newski (in bielorusso Віталь Мікалаевіч Неўскі?; ...) è un astronomo amatoriale bielorusso, citato in letteratura anche come Nevski.
Il Minor Planet Center gli accredita le scoperte di quindici asteroidi, effettuate tra il 2009 e il 2013, in parte in collaborazione con altri astronomi: Artëm Olegovič Novičonok, E. Romas, O. Zeloyniy.
Inoltre ha scoperto la cometa non periodica C/2013 V3 Nevski ed era parte del gruppo che ha scoperto la cometa ISON.